# Klaudije Elijan
Klaudije Elijan (oko 175. – 235.) je bio rimski učitelj i retoričar koji je živio u doba careva Septimija Severa i Heliogabala. Savršeno je poznavao grčki jezik zbog čega je dobio nadimak meliglossos („medeni jezik“). Njegova dva najvažnija djela su De Natura Animalium („Priroda životinja“) i Varia Historia („Razne povijesti“), dok su ostali radovi sačuvani samo u fragmentima.

## Radovi
- „De Natura Animalium“ (Περὶ Ζῴων Ἰδιότητος)
- „Varia Historia“ (Ποικίλη Ἱστορία)
- fragmenti raznih djela

## Vanjske poveznice
- De natura animalium (LacusCurtius - prijevod s latinskog na engleski)
- Bill Thayer: „Razne povijesti“ (Various History) - prijevod na engleski
- „De natura animalium“ (Google Books), 1866.
- Citati iz Elijanova djela De natura animalium (engleski)
- Klaudije Elijan (FlyFishingHistory.com)  Arhivirana inačica izvorne stranice od 28. srpnja 2005. (Wayback Machine)